# Дјузбери
Дјузбери (енгл. Dewsbury) је град у Уједињеном Краљевству у Енглеској. Према процени из 2007. у граду је живело 57.735 становника.

## Становништво
Према процени, у граду је 2008. живело 57.735 становника.
| 1981.  | 1991.  | 2001.  |
| ------ | ------ | ------ |
| 49,612 | 50,168 | 54,341 |